# Rede Manchete
Rede Manchete, nota anche come TV Manchete o semplicemente Manchete, è stata una rete televisiva brasiliana fondata da Adolpho Bloch nel 1983 a Rio de Janeiro, in qualità di sostituzione di Rede Tupi e Rede Excelsior. Ha cessato le trasmissioni nel 1999. Al suo posto nacque RedeTV!

## Storia
Nel settembre 1970 chiuse i battenti TV Excelsior, una rete del Gruppo Costa nata nel luglio 1960, cessata per via delle continue oppressioni militari che da tempo incombevano sul canale. Dieci anni dopo invece, il 18 luglio 1980 chiuse l'ultima stazione ancora in funzione di Rede Tupi, la prima emittente TV del Brasile e del Sud America, dichiarata in bancarotta due giorni prima. A dicembre dello stesso anno iniziò quindi la gara d'appalto per acquisire le frequenze sia di Tupi che di Excelsior. Buona parte delle frequenze di San Paolo e regioni vicine le acquisì Silvio Santos dove l'anno a seguire avrebbe fondato SBT, mentre le restanti passarono al gruppo Bloch, che il 5 giugno 1983 fondò Rede Manchete, una rete che da subito venne identificata come il giusto sostituto di Rede Tupi. 
All'inizio la sua programmazione si basa su spettacoli e opere, puntando alla concorrenza verso TV Record e Rede Globo. Fu in questa rete che nel 1984 venne lanciata la nota modella, attrice e cantante brasiliana Xuxa. Sempre nello stesso anno la rete coprì per la prima volta il Carnevale di Rio de Janeiro, ottenendo ottimi riscontri nell'audience.
Tuttavia nel 1985, a soli due anni dalla fondazione, Manchete iniziò a cadere in crisi finanziaria, così nel 1988 Bloch annunciò di voler vendere la rete per 350 milioni di dollari: numerose proposte arrivarono da noti imprenditori e politici brasiliani, ma nessun affare venne concluso. Così, entro il 1990, Bloch riuscì a risollevare la situazione economica del network, pagando in sei mesi i salari arretrati. Ma la situazione precipitò nuovamente due anni dopo e, dal 1993 al 1999, la rete rischiò la chiusura per ben tre volte.
Nel 1995 Adolpho Bloch morì e la gestione del network passò nelle mani del nipote Pedro Jack Kapeller. La situazione di Manchete si aggravò ulteriormente dopo i mondiali di calcio del 1998, ove la rete presentava un reddito inferiore al 40%. Dopo il licenziamento di oltre 500 dipendenti e il taglio di quasi tutta la produzione, nel maggio 1999 Rede Manchete fu venduta a TeleTV Group per 608 milioni di dollari, cessando le operazioni il successivo 10 maggio. All'inizio il suo sostituto era TV!, che funzionava come una sorta di TV di transizione, che si trasformò in RedeTV! il 15 novembre dello stesso anno. Ironia della sorte, il primo slogan utilizzato da Manchete era A TV dos Anos 2000 ma sfortunatamente la rete non ci arriverà mai in quanto cessata proprio l'anno prima.

## Slogans
1983
- A TV dos Anos 2000 (La TV del 2000)
- TV de Primeira Classe (TV di Prima Classe)

1990
- O Brasil passa na Manchete (Il Brasile passa per Manchete)

1992
- Qualidade em Primeiro Lugar (Qualità al Primo Posto)

1996
- Você em Primeiro Lugar (Tu al Primo Posto)

## Notiziari

Logo del notiziario dal 1996 al 1999

Il principale notiziario sulla rete era il Jornal da Manchete, che iniziò la messa in onda il 6 giugno 1983 e fu trasmesso per l'ultima volta l'8 maggio 1999. Era il programma più longevo nella storia della rete. Quando il notiziario venne presentato per la prima volta, durò più di due ore (con spot pubblicitari): si componeva di diversi segmenti che in seguito sarebbero diventati programmi separati, mentre la durata del notiziario venne poi ridotta a 30 minuti.
La sigla di apertura del programma era basata su Videogame del gruppo brasiliano Roupa Nova; la registrazione originale venne utilizzata dal 1983 fino al 1989.

## Telenovelas e serie televisive

### 1984
- Marquesa de Santos
- Viver a Vida
- Santa Marta Fabril

### 1985
- Tudo em Cima
- Tamanho Família
- Antônio Maria
- Joana

### 1986
- Dona Beija
- Novo Amor
- Tudo ou Nada
- Mania de Querer

### 1987
- Corpo Santo
- Helena
- Carmem
- A Rainha da Vida

### 1988
- Olho por Olho

### 1989
- Kananga do Japão

### 1990
- Pantanal
- Fronteiras do Desconhecido
- Escrava Anastácia
- O Canto das Sereias
- Mãe de Santo
- Rosa dos Rumos
- A História de Ana Raio e Zé Trovão

### 1991
- Filhos do Sol
- Ilha das Bruxas
- O Farol
- Na Rede de Intrigas
- Floradas na Serra
- O Guaraní
- O Fantasma da Ópera
- Amazônia

### 1992
- Amazônia – Parte II

### 1993
- Família Brasil
- Guerra sem Fim
- O Marajá

### 1994
- Incrível, Fantástico, Extraordinário
- 74.5 – Uma Onda no Ar

### 1995
- Tocaia Grande

### 1996
- Xica da Silva

### 1997
- Mandacaru

### 1998
- Brida